# Anna Sureda i Balari
Anna Sureda i Balari (Barcelona, 15 de juliol de 1962) és una metgessa hematòloga barcelonina. Com a especialista en hematologia i hemoteràpia, és experta en limfoma, leucèmia, trasplantament de medul·la òssia, immunoteràpia, mieloma múltiple i malaltia de Hodgkin. És Cap de Servei d'Hematología Clínica a l'Institut Català d'Oncologia-L'Hospitalet, Barcelona.
Al llarg de la seva activitat professional ha combinat sempre la tasca assistencial amb la investigació i, així, ha participant com a investigadora principal i com a coinvestigadora en un gran nombre d’assajos clínics, i ha publicat més de 500 articles especialitzats.

## Formació
Llicenciada en Medicina i Cirurgia a la Universitat Autònoma de Madrid, on estudià entre 1980 i 1986, va fer la residència en Hematologia i Hemoteràpia a l'Hospital Ramón y Cajal de la mateixa ciutat. L’any 1990 va fer una estada de quatre mesos a la Universitat de Heidelberg, i al 1993 una estada de quatre mesos al Fred Hutchinson Cancer Research Center de Seattle.

## Activitat professional i investigació clínica
L’any 1991 havia començat a treballar com a metgessa adjunta a la Unitat d'Hematologia Clínica de l'Hospital de la Santa Creu i Sant Pau de Barcelona, on el 2002 seria designada responsable d'Atenció Ambulatòria. El gener de 2011 es va traslladar a l'Hospital Universitari de Cambridge, Addenbrookes Hospital, per ocupar una plaça de Consultor Sènior al programa Lymphomas and the Transplantation of Hematopoietic Progenitors. Retornada a Barcelona al cap de dos anys, treballà com a Responsable de la Secció d'Oncohematologia del Servei d'Hematologia de l'Hospital Universitari Dexeus.
Més enllà de la labor assistencial, Anna Sureda va encaminar la seva dedicació professional a la investigació clínica del tractament de pacients amb limfoma de Hodgkin, limfoma no Hodgkin i mieloma múltiple, i en la recerca de diverses estratègies terapèutiques, com la immunoteràpia amb trasplantament autòleg i al·logènic de progenitors hematopoètics. Des de 1993 Sureda s'incorporà al Grup Espanyol de Limfomes/Trasplantament Autòleg de Medul·la Òssia (GELTAMO). Com a resultat d'aquesta activitat investigadora, al juny de 2008 va obtenir el Doctorat en Medicina i Cirurgia, amb la qualificació d'Excel·lent Cum Laude, amb el treball titulat «Trasplantament Autòleg de Progenitors Hematopoètics al Limfoma de Hodgkin».
Cap del grup de Tumors hematopoètics i limfoides de l'IDIBEL, des de març de 2020 és presidenta del Grup Espanyol de Trasplantament de Progenitors Hemopoètics i Teràpia Cel·lular, de la Societat Espanyola d'Hematologia i Hemoteràpia. Al març de 2021 fou nomenada presidenta electa de la Societat Europea de Transplantaments de Progenitors Hemopoètics i Teràpia Cel·lular (EBMT), càrrec que assumí el 2022 per a un període de quatre anys. Ja havia estat vinculada a aquesta Societat, dedicada a la recerca i l’avenç en les teràpies cel·lulars basades en les cèl·lules mare, primer, des del 2004 fins al 2010, com a presidenta del Grup de Treball del Limfoma i, posteriorment, com a secretària de l’organització, fins al 2016.